# Vipperød
Vipperød er en stationsby 4 kilometer syd for Holbæk med 2.571 indbyggere  (2024) (knap 4.000?indbyggere i hele lokalområdet). Vipperød er beliggende i Vipperød Sogn, Holbæk Kommune, Region Sjælland.
Byen er altovervejende bygget op som pendlersamfund med station på Nordvestbanen og kort afstand til Holbækmotorvejen. Således er langt de fleste af byens huse opført efter 1970, hvoraf størstedelen udgøres af typehuse og rækkehuse, der supplerer de traditionelle villaer og det omkringliggende landbrugssamfund. Størstedelen af borgerne i byen arbejder i Holbæk, Roskilde eller København.

## By og omegn
Vipperød er omgivet af smålandsbyerne Kongstrup, Store Grandløse, Lille Grandløse, Vallestrup, Arnakke, Ågerup, Sønder Asmindrup, Hellestrup, Algestrup, Vinstrup, Dragerup, Tjebberup, Bredetved og Søby, som udgør byens uddannelsesmæssige, kulturelle og økonomiske opland.
Byen har pizzeria, brugs, slagter, frisør og diverse håndværks- og servicevirksomheder samt enkelte mellemstore virksomheder. Vipperød er oprindelig bygget op rundt om Asmindrupvej, som går tværs igennem stationsbyen og krydser Roskildevej, men byen har gradvist udvidet sig i alle retninger. Der afgår direkte tog mod København (55 minutter) og Holbæk (5 minutter) to gange i timen i dagtimerne og ellers en gang i timen. Desuden bus til Holbæk 1 gang i timen. Og busser hver time mod Holbæk, Tølløse og Ringsted.
Kaare Dybvad, der er opvokset i Vipperød, beskrev byen i bogen De lærdes tyranni fra 2017.
Her karakteriserede han han to dele af byen:
En bydel vest for jernbanen bestående er gulestenede parcelhuse med eternittag bygget i 1960'erne og 70'erne af folk fra den omkringliggende egn, der sædvanligvis var faglærte eller ufaglærte, og hvor man særligt holdt den lokale avis Holbæk Amts Venstreblad.
Anderledes var det med bydelen øst for jernbanen.
Her ser man også huse bygget i røde mursten og med tegltag og med beboere fra en geografisk bredere del af Danmark. Folk, der pendlede til Roskilde eller København, som kunne være håndværkere, men oftest med en videregående uddannelse, færre arbejdsløse og færre, der læste den lokale avis, men i stedet abonnerede på Politiken eller Berlingske Tidende.
Togstrækningen til Vipperød blev opgraderet til dobbeltsporet med indvielse i den 18. august 2014.
Da der er mange ledige byggegrunde lige ved stationen, venter byen at blive nyt udviklingsområde i Holbæk Øst. I 2012 åbnede byens første discount-butik – en Netto på Roskildevej, ved krydset med Asmindrupvej.

## Skole, virksomhed og idrætsliv
Vipperød har en sportshal ved Vipperød Skole og flere idrætsforeninger samt en campingplads i Ågerup, beliggende lige ved Ågerup Skole og Ågerup Kirke. I Tempelkrogen er der en anløbsplads for småbåde. Der fanges en del ål der. Den gamle Kongstrup Mølle blev på et tidspunkt indrettet som restaurant, men er senere lukket og fungerer som privat bolig. I byen findes et aktivt kulturliv, der har historisk har givet sig udslag i amatørteater, sommerfester (Vipperød Festdage) og kulturdage. En stor del af byens kulturliv er desuden centreret omkring gymnastikforeningen, håndboldklubben, boldklubberne, badmintonklubben og spejderbevægelsen (DDS).
Siden 20021 har der hvert efterår været afholdt et stort motionsløb i Vipperød: "VippeRun". I perioden 2021-2023 stod foreningen "Vipperød Sundhed & Fællesskab bag løbet". Fra 2024 og frem er det Vipperød Boldklub der står som arrangør.
Ågerup og Vipperød er i dag ved at smelte sammen. Indtil 1970 var det to selvstændige kommuner, som opdelte Vipperød. Den ene kommune hed Ågerup og den anden kommune hed Sønder Asmindrup – Grandløse.
Lokalområdets tre sogne, Sdr. Asmindrup, Grandløse og Ågerup blev i 2011 slået sammen til Vipperød Sogn. Vipperød Sognegård samler i dag de 3 kirkesogne midt i Vipperød på det gamle militærdepots jord. Sognegården blev indviet i 2008.
Vipperød Lokalområde har én skole, Vipperød-Ågerup Skole, der består af to afdelinger i hhv. Vipperød og Ågerup. Eleverne i Ågerup benytter faglokalerne i Vipperød. Skolen har i perioden 2021-24 været en del af Frihedsforsøget på folkeskoleomådet, hvilket i særlig grad har udmøntet sig i et fokus på valgfag gennem hele skoleforløbet. Skolen har som led i Frihedsforsøget udviklet sit eget praktiske valgfag "Verdensmål", som eleverne går til eksamen i efter 8. klasse.
Cykelstien mellem de to byer blev færdiggjort i 2012.
Der ligger en nyrenoveret netto på Roskildevej i Vipperød
Virksomheden Primodan holder til på Skimmedevej.
Vipperød har en række naturområder, Fruerskoven mod vest i udkanten af byen og Tempelkrogen mod øst (3 kilometer), hvor Bådelauget er det centrale mødested for fiskere, kajakroere og kanosejlere.Ved Tempelkrogen er anlagt rekreativ sti rundt om det store vådområde (adgang fra P-pladsen ved Ågerup Skole)
Også friluftsmuseet Andelslandsbyen bør nævnes som et samlingssted for udendørs byaktiviteter. Desuden er Maglesø et eftertragtet udflugtsmål.